# 罗伦费尔斯
罗伦费尔斯是德国巴伐利亚州的一个市镇。总面积17.54平方公里，总人口1539人，其中男性790人，女性749人（2011年12月31日），人口密度88人/平方公里。